# كارثة مطار سان فرانسيسكو الدولي
كارثة مطار سان فرانسيسكو الدولي هو تصادم بين طائرتي إمبراير 175 التابعة للخطوط الجوية الجمهورية الرحلة 4912 وطائرة إمبراير 120 التابعة لخطوط سكاي ويست الجوية الرحلة 5741 في مطار سان فرانسيسكو الدولي في سان فرانسيسكو في الولايات المتحدة وقد نجا جميع ركاب وطاقم الطائرتين البالغ عددهما 27 شخصا وكانت ثاني كارثة مطار في ولاية كاليفورنيا الأمريكية بعد 16 سنة من كارثة مطار لوس أنجلوس الدولي.